# Gerry Mullins
Gerry Mullins é um ex-jogador profissional de futebol americano estadunidense.

## Carreira
Gerry Mullins foi campeão da temporada de 1979 da National Football League jogando pelo Pittsburgh Steelers.